# Coelogyne
Coelogyne is een geslacht met ongeveer 200 soorten tropische orchideeën uit de onderfamilie Epidendroideae.
Het zijn voornamelijk epifytische orchideeën uit laagland- en montane regenwouden van India, China en Zuidoost-Azië, die worden gekenmerkt door een lange bloeiaar met vele middelgrote tot grote, witte Bloemen - vandaar de Engelse naam 'Necklace orchids'.

## Naamgeving enetymologie
- Synoniemen: Bolborchis Lindl., Hologyne Pfitzer, Ptychogyne Pfitzer
- Engels: Necklace orchids

De botanische naam Coelogyne is een samenstelling van Oudgrieks κοῖλος, koilos (hol) en γυνή, gunē (vrouw) en slaat op de holle stempel van de bloem.

## Kenmerken

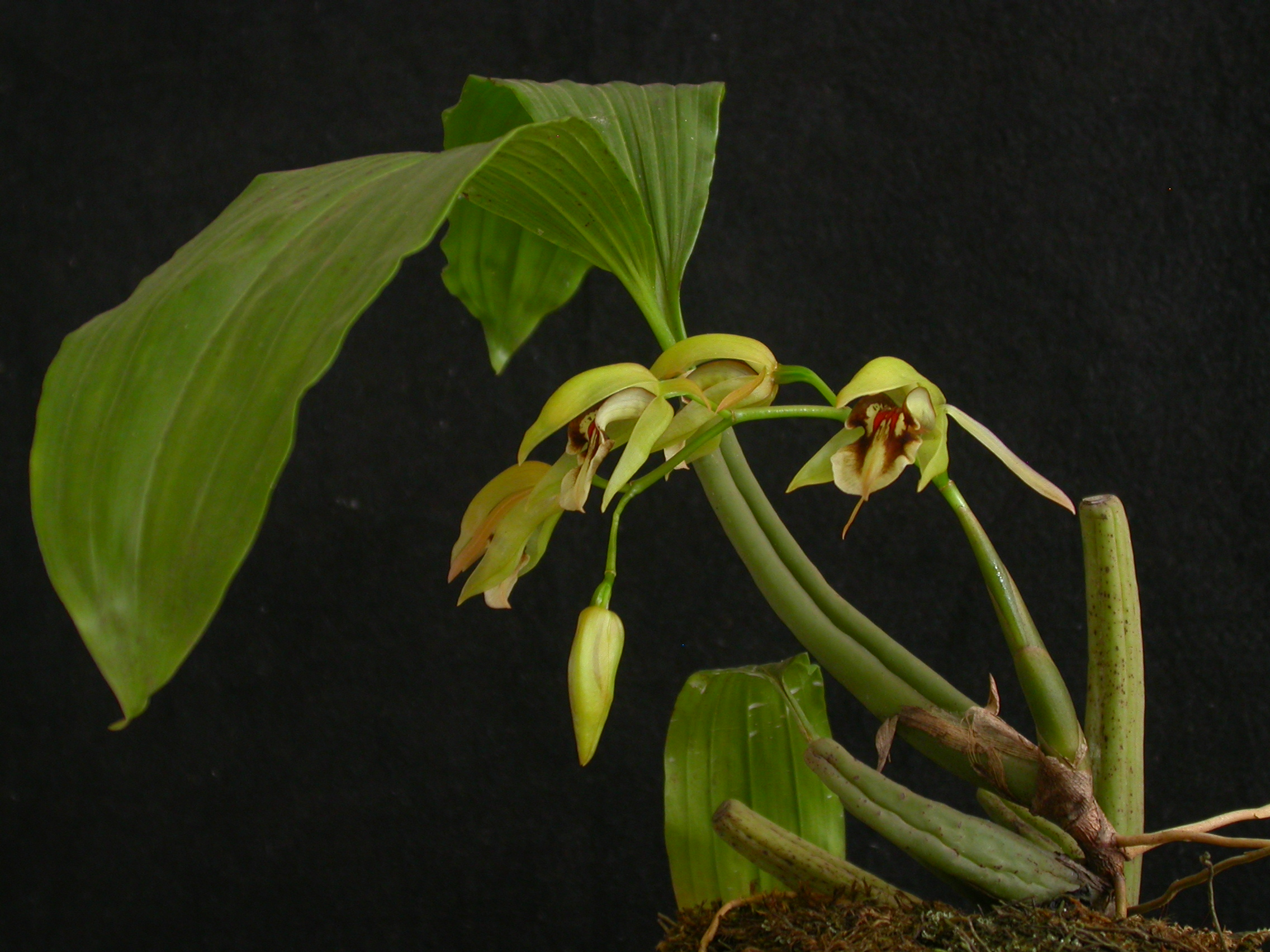
Coelogyne fuscescens met pseudobulben.

Coelogyne-soorten zijn middelgrote tot grote (70 cm), robuuste, epifytische, terrestrische of lithofytische orchideeën met een sympodiale groei, een hangende, liggende of rechtopstaande stengel, voorzien van tot 15 cm lange pseudobulben en één of twee geplooide bladeren.

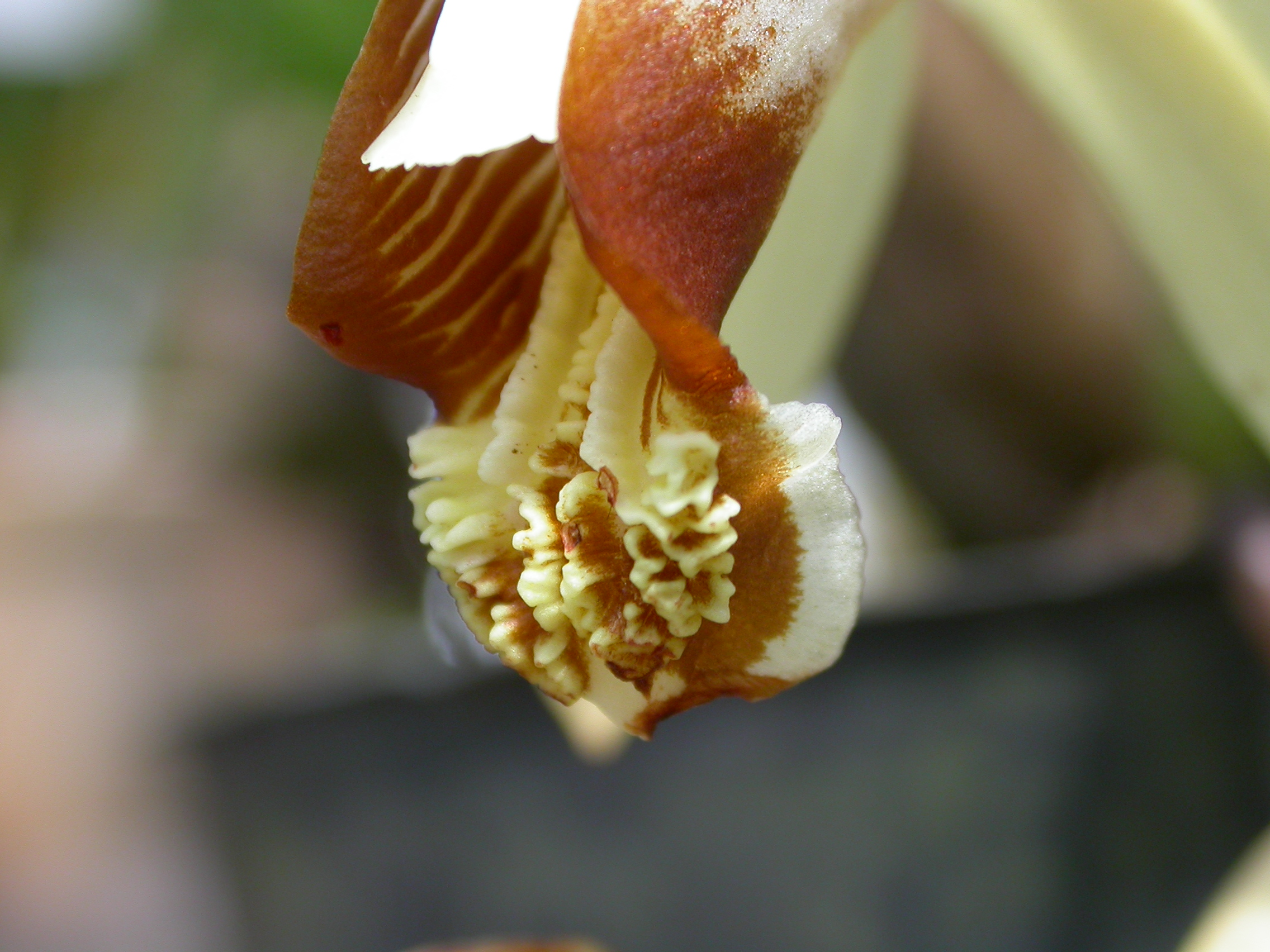
Coelogyne tomentosa:
Detail van de bloemlip.

De bloeiwijze ontstaat op de pseudobulben of aan de top van de stengel, en is een lange, eindstandige tros met vele middelgrote tot grote, opvallende bloemen, meestal wit gekleurd, met een contrasterend gekleurde bloemlip. Het geslacht onderscheidt zich van andere in de subtribus door zijn bloemlip en gynostemium. De lip is steeds losbadig, nooit zakvormig, min of meer duidelijk drielobbig, de zijlobben lateraal tegen het gynostemium aanliggend, de middenlob voorzien van opvallende versieringen zoals tanden, haren, papillen of parallelle richels, die tot onder het gynostemium doorlopen. Dat laatste is steeds gevleugeld en draagt één meeldraad met vier pollinia.
Vele soorten verspreiden een zoete geur, die vooral bijen, wespen en kevers aantrekt.

## Habitaten verspreiding
Coelogyne-soorten komen voor van koele montane regenwouden tot vochtige tropische laaglandwouden, in India, Sri Lanka, China, Indonesië, Réunion, Nieuw-Caledonië en de Fiji-eilanden, met als zwaartepunten Borneo en Sumatra en de Himalaya. Enkele soorten groeien als terrestrische planten en lithofyten op open, vochtige plaatsen.

## Taxonomie
De taxonomie van Coelogyne is onzeker en verandert nog steeds. Klassiek wordt het geslacht onderverdeeld in een twintigtal sectie (biologie)s of subgenera, maar recent DNA-onderzoek heeft aangetoond dat Coelogyne een parafyletische groep is en dus nog zal worden gereorganiseerd.
De samenstelling van het geslacht varieert van auteur tot auteur. Momenteel worden er ongeveer 195 soorten erkend, maar elk jaar worden er nog nieuwe soorten gevonden.
De typesoort is Coelogyne cristata Lindl. (1821).